# The Tonight Show
The Tonight Show — американское ночное ток-шоу, выходящее на канале NBC с 1954 года. Ведущими шоу были шесть комиков: Стив Аллен (1954—1957), Джек Паар (1957—1962), Джонни Карсон (1962—1992), Джей Лено (1992—2009 и 2010—2014), Конан О’Брайен (2009—2010) и Джимми Фэллон (с 2014 года).
Является самой долгоживущей регулярной телевизионной развлекательной программой США, по-прежнему выходящей в эфир, а также третьей по сроку существования передачей NBC вслед за еженедельной информационной передачей Meet the Press (выходит с 1947 года) и утренней программой новостей Today (выходит с 1952 года). Программа также является старейшим в истории телевидения ток-шоу.
В течение истории название программы претерпевало изменения, изначально она вышла в эфир под заголовком Tonight. С 1962 года название изменилось на The Tonight Show, под которым его в течение 30 лет вёл Джонни Карсон. В последние десятилетия к заголовку стали прибавлять имя текущего ведущего, в настоящее время оно называется The Tonight Show Starring Jimmy Fallon.